# Horses (album)
Horses – debiutancki album studyjny wokalistki Patti Smith, wydany 13 grudnia 1975 roku przez Arista Records. Album, łączący w sobie cechy prostego rock and rolla i wolnej poezji Smith zawartej w tekstach piosenek, spotkał się z bardzo pozytywną krytyką. Pomimo decyzji niepromowania krążka przez single, płyta zdobyła komercyjny sukces, osiągając 47. miejsce amerykańskiej listy przebojów Billboard 200 w dniu 7 lutego 1976.
7 listopada 2005 roku album został wznowiony w zremasterowanej, dwupłytowej wersji, zatytułowanej Horses/Horses. Na drugiej płycie znalazł się Horses w wersji koncertowej, zarejestrowanej 25 czerwca 2005 roku w londyńskiej Royal Festival Hall.
Horses jest oceniany przez krytyków jako jeden z najlepszych i najbardziej inspirujących amerykańskich albumów punkowych oraz jako jeden z najlepszych albumów wszech czasów. W 2003 roku został sklasyfikowany na 44. miejscu listy 500 albumów wszech czasów magazynu Rolling Stone.
Horses jest także główną inspiracją dla artystów post-punkowych i alternatywy, szczególnie dla Siouxsie and the Banshees, Courtney Love, The Smiths i Garbage.

## Produkcja i nagrywanie
W 1975, Patti Smith i jej zespół byli ulubieńcami nowojorskiej undergroundowej sceny muzycznej, razem z takimi zespołami jak Blondie i the Ramones. Zespół zwrócił na siebie uwagę Clive’a Davisa, szefa nowej wytwórni muzycznej Arista. Smith ostatecznie podpisała kontrakt z wytwórnią. Nagrywanie debiutanckiego albumu Horses rozpoczęło się później tego roku, z zespołem w składzie: Jay Dee Daugherty (perkusja), Lenny Kaye (gitara), Ivan Kral (gitara basowa) i Richard Sohl (keyboard). Smith zadecydowała, że producentem płyty zostanie walijski muzyk John Cale z zespołu The Velvet Underground, po usłyszeniu jego solowego krążka Fear.
Według artystki, Horses było próbą „stworzenia nagrania, które spowodowałoby, że niektóre osoby nie czułyby się już samotne. Było to stworzone dla takich ludzi, którzy byli jak ja, inni... Moim celem nie był cały świat. Nie starałam się stworzyć hitu.” Sesje nagraniowe do albumu często prowadziły do sporów między Smith a Johnem Cale'm, ponieważ każde z nich przyzwyczajone było do różnych metod współpracy w studiu. W trakcie ukończenia nagrań Smith i jej zespół odrzucali całkowicie sugestie Cale’a co do ostatecznej formy płyty, wprowadzając swoje własne. W wywiadzie z 1976 dla magazynu Rolling Stone, Smith opisała swoje doświadczenie:

Mój bezsprzeczny wybór Johna jako producenta był taki sam, jak mój wybór poezji Rimbauda. Zobaczyłam okładkę poematów Rimbauda z jego zdjęciem, i stwierdziłam, że wygląda na niej fajnie, zupełnie tak jak Bob Dylan. Więc Rimbaud stał się moim ulubionym poetą. Tak samo spojrzałam na okładkę (albumu Johna Cale’a) Fear i spodobała mi się. Myślę, że wybrałam go, bo jego utwory świetnie brzmiały. Ale postawiłam na złego gościa. Tak naprawdę szukałam dobrego technika. Zamiast tego, dostałam totalnego artystycznego maniaka. [...]

Cale określił później Smith jako „osobę z niewyparzonym językiem, która poradzi sobie w każdej sytuacji”. Jako producent chciał ująć na nagraniu energię, jaką wyzwalała z siebie artystka na żywo, dodając, że „w języku Patti było wiele siły - takiej, jakiej pojawia się, gdy dwa obrazy rywalizują ze sobą”. Artysta opisał ich relację podczas nagrań jako „spotkanie niepowstrzymanej siły z niemożliwym do przesunięcia obiektem”. Mimo wielu obiekcji Smith wyraziła później podziękowania dla Cale’a, stwierdzając, że „pomógł im w narodzinach zespołu”, i nazywając producenta „swoim bratem, który zawsze poda mi pomocną dłoń.”

## Muzyka i teksty piosenek
Według Smith, album Horses miał być „trójakordowym rockiem połączonym z mocą słów”. Steve Huey z serwisu AllMusic określa płytę jako „zdecydowanie pierwszy art punkowy album.” Brzmienie zespołu Smith, prowadzone przez gitarzystę Lenny’ego Kaye, przypominało rocka garażowego, oraz użycie prostych struktur melodycznych złożonych z kilku akordów odnosiło się do stylu charakterystycznego dla sceny punk rockowej, z której wywodziła się grupa. Smith użyła improwizowanego stylu grupy jako podkładu dla jej poezji. Horses było zainspirowane takimi gatunkami muzycznymi jak rock and roll, reggae i jazz. Wpływ reggae słychać szczególnie na utworze „Redondo Beach”, podczas gdy „Birdland”, kompozycja improwizowana, brzmiała bardziej jazzowo.
Teksty piosenek na płycie odnoszą się do francuskiego nurtu symbolizmu, a szczególny wpływ wywarły dzieła Charles’a Baudelaire’a, Williama Blake’a, oraz wielkiego idola Smith, Arthura Rimbauda. Teksty miały oddawać „rewolucjonistyczną duszę” poezji Rimbauda i energię poezji Beat Generation. Utwory takie jak „Redondo Beach”, „Free Money” i „Kimberly” były inspirowane wspomnieniami związanymi z rodziną Smith, natomiast „Break It Up” i „Elegie” zostały napisane z myślą o idolach wokalistki. „Redondo Beach” opowiada w symboliczny sposób o zaginięciu siostry Patti, Lindy, w dzień po kłótni obu sióstr, natomiast „Kimberly” zostało dedykowane i nazwane ku pamięci drugiej siostry artystki.  „Free Money” jest wspomnieniem z dzieciństwa piosenkarki, spędzonego w New Jersey.
"Break It Up” opowiada o wokaliście The Doors, Jimie Morrisonie, i o zobaczeniu grobu artysty w Paryżu. „Elegie” opowiadało o fascynacji autorki gitarzystą Jimem Hendrixem. Tekst „Birdland” opiera się na wspomnieniu Petera Reicha z 1973 zatytułowanego A Book of Dreams, które opowiada o austriackim psychoanalityku Wilhelmie Reichu. Smith wspomina, że podczas nagrywania tego utworu wyobraziła sobie duszę Jimiego Hendriksa, obserwującą ją i jej zespół podczas nagrania. Horses zawiera także dwie interpretacje piosenek innych artystów: „Gloria”, radykalny cover zespołu Them, zawierający fragmenty poematu Smith pod tytułem „Oath”, oraz „Land”, w którym zamieszczono pierwszą zwrotkę „Land of a Thousand Dances” Chrisa Kennera i który ma oddawać cześć Arthurowi Rimbaudowi.

## Okładka albumu
Fotografia na okładce Horses została wykonana przy użyciu naturalnego światła przez amerykańskiego fotografa Roberta Mapplethorpe, bliskiego przyjaciela Patti Smith, w apartamencie Greenwich Village należącym do Sama Wagstaffa, partnera fotografa. Na okładce przedstawiona jest Smith, ubrana w prostą, białą koszulę i czarne spodnie, przewieszająca przez ramię czarną kurtkę. Na kurtce widoczna jest przypinka w kształcie konia, którą Smith otrzymała od przyjaciela, Allena Laniera. Smith opisała jej pozę na okładce jako „mieszankę Baudelaire’a i Sinatry.” Wytwórnia muzyczna żądała wielu zmian na okładce, lecz artystka zignorowała te prośby. Biało-czarna kolorystyka i poza 'unisex' miała być sprzeciwem wobec ówczesnego promowania typowych piosenkarek, mimo iż Smith stwierdziła, że „to nie było wielkie stanowisko. To po prostu sposób, w jaki się ubieram.
Pisarka Camille Paglia opisała okładkę albumu jako „jedno z najlepszych zdjęć kiedykolwiek robionych kobiecie”.

## Lista utworów
| 1. | „Gloria” (Patti Smith, Van Morrison)              | 5:57  |
|    |                                                   |       |
| 2. | „Redondo Beach” (Smith, Richard Sohl, Lenny Kaye) | 3:26  |
|    |                                                   |       |
| 3. | „Birdland” (Smith, Sohl, Kaye, Ivan Kral)         | 9:15  |
|    |                                                   |       |
| 4. | „Free Money” (Smith, Kaye)                        | 3:52  |
|    |                                                   |       |
| 5. | „Kimberly” (Smith, Allen Lanier, Kral)            | 4:27  |
|    |                                                   |       |
| 6. | „Break It Up” (Smith, Tom Verlaine)               | 4:04  |
|    |                                                   |       |
| 7. | „Land of a Thousand Dances” (Smith, Chris Kenner) | 9:25  |
|    |                                                   |       |
| 8. | „Elegie” (Smith, Lanier)                          | 2:57  |
|    |                                                   |       |
|    |                                                   | 43:23 |
|    |                                                   |       |

## Wykonawcy
- Patti Smith – wokal, gitara
- Jay Dee Daugherty – perkusja
- Lenny Kaye – gitara, gitara basowa, wokal
- Ivan Kral – gitara basowa, gitara, wokal
- Richard Sohl – instrumenty klawiszowe

## Miejsca na listach przebojów
| Lista (1976) | Pozycja |
| ------------ | ------- |
| Holandia     | 18      |
| USA          | 47      |